# 天主教希俄斯教區
天主教希俄斯教區（拉丁語：Dioecesis Chiensis）是羅馬天主教在希臘的一個教區，屬納克索斯、安德羅斯、蒂諾斯暨米科諾斯總教區。
教區範圍包括希俄斯岛、莱斯沃斯岛、薩摩斯島、伊卡里亚岛和利姆諾斯島。2007年，有450名教友，估轄區總人口0.2%，教區下轄一個堂區，沒有司鐸，只有三名修女。主教一職自1939年懸空，目前宗座署理為尼各老·普林泰西斯。
13世紀建立了拉丁禮教區，當時屬羅得總教區。1642年轉至納克索斯總教區。薩摩斯島和莱斯沃斯岛分別1930年和1931年轉至本教區。